# Христина Капсамунова
Христина Йорданова Капсамунова е българска учителка с принос в образованието на Стара Загора. Дъщеря е на кмета на града Йордан Капсамунов (1952 – 1962).

## Биография
Христина Капсамунова е родена на 19 април 1938 г. в Стара Загора. Първоначално учи в родния си град, а а средно образование завършва през 1952 г. в езиковата гимназия в Ловеч с английски език. Продължава в Софийския университет „Климент Охридски“, където завършва специалност Българска и английска филология през 1962 г. Започва работа като учител в ІV Средно училище „Христо Ботев“ в Стара Загора. По-късно през 1965 г. е назначена в руската гимназия „Максим Горки“ като преподавател по английски език. В резултат на активната работа е изпратена за шест месеца на специализация в САЩ през 1970 г. в Тексаския университет.
От 1973 г. е заместник-директор, а от 1976 г. е директор на гимназия „Максим Горки“ до 1987 г. Тя продължава да се усъвършенства и завършва квалификационни курсове в СССР. Първо в Москва 1981 г., а после и в Ленинград 1985 г. От 1987 г. е заместник-директор на Гимназия с преподаване на чужди езици „Ромен Ролан“, където работи до пенсионирането си в 1993 г.
Води курсове по английски език към Съюза на учените и училища „Европа“, преподава и в Института за подготовка и квалификация на учители. Като дългогодишен учител създава много методически разработки на открити уроци и лекции по методика на обучението по английски език.

## Признание и награди
От обучението си в чужбина има сертификати (Тексаски и Вашингтонски университети, Ленинградския педагогически институт „Херцен“). Носител е на редица грамоти: Почетен гражданин на щата Тексас (САЩ), за участие в националната програма на Интернационалния център „Меридин хауз“, Вашингтон. Удостоена е с наградата „Анастасия Тошева“ за принос в образованието. Носител на Орден „Кирил и Методий“ – І степен.